# Elite Residence
Ne doit pas être confondu avec Tour Elite.
L'Elite Residence est un gratte-ciel situé à Dubaï et dont la construction s'est terminée en 2012.
Ce sont les sociétés Emaar Properties et Tameer qui ont développé cette tour de 380 mètres de haut.